# جیسون ام. وندرهادن
جیسون ام. وندرهادن (انگلیسی: Jason M. Vanderhaden؛ زادهٔ) فرد نظامی اهل ایالات متحده آمریکا است، که هم‌اکنون به‌عنوان رئیس ستاد گارد ساحلی ایالات متحده آمریکا فعالیت می‌کند. وی همچنین برندهٔ جوایزی همچون مدال خدمت جنگ جهانی علیه تروریسم شده‌است.